# Delphyre monotona
Delphyre monotona är en fjärilsart som beskrevs av Dyar 1910. Delphyre monotona ingår i släktet Delphyre och familjen björnspinnare. Inga underarter finns listade i Catalogue of Life.